# HC Grün-Weiss Effretikon
Der Handballclub Grün-Weiss Effretikon, kurz HC Grün-Weiss Effretikon, ist ein Sportverein, der 1974 in der Gemeinde Illnau-Effretikon gegründet wurde.

## Vereinsgeschichte
Der Handballclub Grün-Weiss Effretikon ging am 13. September 1974 aus der Fusion der beiden Effretiker Handballvereine HC Pfadi Effretikon und HC Effretikon hervor, die beide bis dahin höchstens in der 2. Liga spielten und sportlich nicht weiter kamen. Da der eine Verein in weissen und der andere in grünen Tenues spielte, einigte man sich auf den naheliegenden Namen Grün-Weiss Effretikon.

## Vereinszweck
Neben der Teilnahme an der Meisterschaft, die vom Schweizerischen Handball-Verband organisiert wird, gehören verschiedene Vereinsanlässe zum festen Bestandteil des Jahresprogramms. Regelmässig finden Trainingswochenenden und Trainingslager für die Juniorinnen und Junioren statt. Zudem beteiligt sich der Verein am Stadtfest Effretikon mit eigenem Festzelt.

## Infrastruktur
Die Heimspiele finden seit der Gründung des Vereins in der Spielhalle Eselriet in Effretikon statt. Sie kann 250 Zuschauer aufnehmen. Im Herbst 2023 wurde der Eingangsbereich aufgewertet und mit einem fix installierten Verkaufsstand ergänzt.
Bei Terminkollisionen finden auch noch Heimspiele im Schulhaus Grafstal (Gemeinde Lindau) oder in Illnau statt.

## Grösste Erfolge
Zwischen den Jahren 1981 und 1994 spielte die 1. Mannschaft mehrere Saisons in der Nationalliga B, bis dann bis 1998 mehrere Abstiege bis in die 3. Liga folgten.
- Frühling 1978: Aufstieg in die 1. Liga
- Frühling 1981: Aufstieg in die NLB
- Frühling 2007: Teilnahme am CH-Final mit Stufe U13
- Frühling 2017: Aufstieg in die 2. Liga
- Frühling 2024: Cupsieg Region Zürich

## Aktuelles
Aktuell nehmen drei Mannschaften im Erwachsenenbereich an der Meisterschaft teil (2 Herren, 1 Frauen). Die 1. Mannschaft spielt seit Frühling 2017 in der 2. Liga. Im Nachwuchsbereich existieren zurzeit (Stand Frühling 2023) sieben Mannschaften, die teilweise mit anderen Vereinen Spielgemeinschaften bilden. Der Verein besteht aktuell aus 210 Mitgliedern (Stand 7. Juli 2023). Präsidiert wird der Verein seit Juli 2023 von Maurice Tschamper.